# Джамбул (Келесский район)
Джамбул (каз. Жамбыл) — село в Келесском районе Туркестанской области Казахстана. Входит в состав Кошкаратинского сельского округа. Код КАТО — 515471400.

## Население
В 1999 году население села составляло 629 человек (309 мужчин и 320 женщин). По данным переписи 2009 года, в селе проживало 1206 человек (608 мужчин и 598 женщин).